# Холлоуэй (Миннесота)
Холлоуэй (англ. Holloway) — город в округе Суифт, штат Миннесота, США. На площади 3,6 км² (3,6 км² — суша, водоёмов нет), согласно переписи 2002 года, проживают 112 человек. Плотность населения составляет 31,3 чел./км².
- Телефонный код города — 320
- Почтовый индекс — 56249
- FIPS-код города — 27-29672[1]
- GNIS-идентификатор — 0645096[2]